# Morne (Band)
Morne ist eine US-amerikanische Metal-Band aus Boston, Massachusetts, die im Jahr 2005 gegründet wurde.

## Geschichte
Die Band wurde im Jahr 2005 von dem Sänger und Gitarristen Milosz Gassan gegründet. Im Jahr 2007 stießen der Bassist Max Furst und der Schlagzeuger Kevin Adams zur Besetzung. Nach wenigen Monaten begab sich die Band ins Studio, um ihr erstes Demo aufzunehmen. Im Sommer 2008 kam Jeff Hayward als weiterer Gitarrist zur Besetzung, ehe sich die Band erneut ins Studio begab, um Lieder für eine Split-Veröffentlichung mit Warprayer aufzunehmen. Nach wenigen Konzerten und weiteren Proben begab sich die Band erneut ins Studio, woraufhin im Jahr 2009 das Debütalbum Untold Wait veröffentlicht wurde. Auf dem Tonträger waren zudem Kris Force und Alicia Morgan als Gastmusiker zu hören. Vor der Veröffentlichung des Albums hatte Schlagzeuger Adams die Band verlassen und wurde für die erste Europatournee im Sommer 2009 durch Erik Larson ersetzt. Im September 2010 kam Billy Knockenhauer als permanenter Schlagzeuger zur Besetzung. Zudem kam Ian Shultz als Keyboarder zur Besetzung. Im Jahr 2011 folgte das zweite Album Asylum. 2013 folgte das dritte Album Shadows.

## Stil
Laut Thomas Sonder vom Metal Hammer spielte die Band depressiven und schweren Doom Metal. Der Gesang sei von „einer stimmlichen Rauheit, wie sie einst von Gigandhi propagiert wurde, aber nicht ganz so brutal, wie man es von den frühen Neurosis kennt“.
Laut Gassan habe die Band versucht, Shadows simpler klingen zu lassen als den Vorgänger Asylum, indem weniger das Keyboard und vermehrt eingängige Gitarrenriffs verwendet wurden. Laut Max Furst ist die Band Amebix der wichtigste Einfluss der Band; als weitere Einflüsse nennt er Motörhead, Metallica, Iron Maiden, Black Sabbath, Slayer, Antisect, Discharge und Sacrilege. Gessab nannte, neben Amebix und Sacrilege, Misery, New Model Army und New Order als seine Haupteinflüsse. Wolf-Rüdiger Mühlmann vom Rock Hard bezeichnete die Musik als eine Mischung aus Death Metal, Post-Rock, Crustcore und Sludge. Gitarrenriffs auf Shadows würden zudem an Bolt Thrower erinnern.

## Diskografie
- 2008: Demo 2008 (Demo, Eigenveröffentlichung)
- 2009: Morne / Warprayer (Split mit Warprayer, Eigenveröffentlichung)
- 2009: Untold Wait (Album, Feral Ward Records)
- 2009: Twilight Burns / Seams (Single, Feral Ward Records)
- 2011: Asylum (Album, Alerta Antifascista Records)
- 2013: Shadows (Album, Profound Lore Records)
- 2018: To the Night Unknown (Album, Armageddon Label, Morne Records)
- 2023: Engraved with Pain (Album)